# Diedrich Smidt
Diedrich Smidt (* 14. Juli 1931 in Breinermoor, Ostfriesland; † 13. März 2018 in Garbsen) war ein deutscher Veterinärmediziner und Agrarwissenschaftler. Er war emeritierter Professor für Tierzucht und Tierhaltung an der Universität Göttingen und ehemaliger Direktor des Instituts für Tierzucht und Tierverhalten in Mariensee / Trenthorst der Bundesforschungsanstalt für Landwirtschaft in Braunschweig.

## Leben und Wirken
Smidt wurde als Landwirtssohn in Ostfriesland geboren und legte 1950 die Reifeprüfung am Gymnasium Papenburg (Ems) ab. Danach studierte er Veterinärmedizin an der TiHo Hannover (1950–1956). Während seines Studiums wurde er im Wintersemester 1950/51 Mitglied der Burschenschaft Alt-Germania. Er erhielt die Approbation als Tierarzt 1956. 1958 wurde er zum Dr. med. vet. bei Hans Butz in Hannover promoviert. Danach wurde er praktizierender Tierarzt in Dorum/Wesermünde mit der Besamungsstelle (Bullenstation) der Zentralbesamungsstation Bremen (1956–1959). Ein Studium der Agrarwissenschaften an der Landwirtschaftlichen Fakultät der Georg-August-Universität Göttingen absolvierte er von 1959 bis 1961 und wurde zum Dr. sc.agr. promoviert. Er wurde wissenschaftlicher Mitarbeiter am Institut für Tierzucht und Haustiergenetik bei Fritz Haring, habilitierte sich 1965 und erhielt die Venia legendi für Tierzucht und Fortpflanzungsbiologie sowie die Ernennung zum Privatdozenten an der Universität Göttingen.
Nach mehreren Jahren als Universitätsdozent wurde er 1972 ordentlicher Professor am Lehrstuhl für Tierzucht und Tierhaltung der Universität Göttingen. von 1976 bis 1995 war er Leiter des Instituts für Tierzucht und Tierverhalten mit den Institutsteilen Mariensee, Mecklenhorst und Trenthorst/Wulmenau der Bundesforschungsanstalt für Landwirtschaft mit Sitz in Braunschweig-Völkenrode, FAL, und nahm bis 1991 noch Lehraufträge der Tierzuchtlehre an der Universität Göttingen wahr.

## Wirken
Smidt etablierte eine fortpflanzungsbiologische Arbeitsgruppe am Institut in Göttingen. Er wirkte an der Umwandlung von der Ordinarien- zur Gruppenuniversität mit Entwicklung einer kollegialen Institutsordnung mit, die später Vorbild für die Novellierung des niedersächsischen Hochschulgesetzes wurde. Zudem förderte er die Entwicklung des ehemaligen Max-Planck-Institutes für Tierzucht und Tierernährung zum Institut für Tierzucht und Tierverhalten der Bundesforschungsanstalt für Landwirtschaft (FAL). Smidt bewirkte die Zusammenarbeit mit den Tierzuchtinstituten Göttingen und Hannover bei der Vergabe und Betreuung von Dissertationen. Darüber hinaus pflegte er internationalen Beziehungen durch spezifische wissenschaftliche Veranstaltungen und den wechselseitigen Austausch von Gastwissenschaftlern.

## Schwerpunkte der Arbeit
Smidt wirkte bei der Züchtung des „Göttinger Miniaturschweines“ mit. Er untersuchte physiologische Grundlagen für Leistung, Gesundheit und Fruchtbarkeit der Nutztiere sowie der Produktqualität. Vor allem biotechnische Vorgänge im Rahmen der Fortpflanzung galten sein besonderes Interesse. Er verknüpfte Fachrichtungen im Rahmen von Züchtung, Nutzung und Management mit ganzheitlicher Betrachtung des Tieres. Er bearbeitete auch neue Fachgebiete wir die biologische Grundlagen der Nutztierethologie im Zusammenhang mit möglichen Belastungsgrenzen unter Einbeziehung von Gesichtspunkten der Wirtschaftlichkeit und mit besonderer Betonung des Tierschutzes. Im Rahmen der tierschutz- und nutzungsbezogenen Tierhaltungsforschung befasste er sich auch mit Fragen des Tierverhaltens.
Smidt ist Autor und Koautor von 27 Büchern und Buchbeiträgen, 365 Originalarbeiten sowie 200 Übersichtsartikeln und Fachbeiträgen.

## Publikationen
- Ist die Mehrzitzigkeit beim Rinde ein Zeichen der Fruchtbarkeit?. Dissertation TiHo Hannover, 1958.
- Untersuchungen zur Sexualpotenz und Fruchtbarkeitsvererbung beim Schwein. Dissertation Landw. Fak. Univ. Göttingen zum Dr. sc. agr., 1962.
- Fortpflanzungsstudien an weiblichen Schweinen. Hab.-Schr. Landw. Fak. Gött., 1965, 155 S.
- Die Schweinebesamung: Grundlagen, Technik, Probleme (mit Siegried Paufler). Schaper, Hannover 1965. 376 S. mit 176 Abb. im Text.
- Fortpflanzungsbiologie landwirtschaftlicher Nutztiere (mit Franz Ellendorf). BVL-Verlagsgesellschaft, München 1969, 313 S.
- Landwirtschaftliches Lehrbuch, Band 6: Tierzucht. Neu bearb. u. erw. 5. Aufl., Ulmer, Stuttgart 1982, 552 S.
- Gentransfer bei landw. Nutztieren: eine Literaturuntersuchung (zusammen mit Andrea Lucas-Hahn und Heinrich Niemann). FAL, 1988, 74 S.

## Ehrenämter
- 1970/71 Dekan der Landw. Fakultät der Universität Göttingen
- eine Legislaturperiode Vizepräsident der Bundesforschungsanstalt für Landwirtschaft
- 1982/83 Präsident der Bundesforschungsanstalt für Landwirtschaft (FAL)
- Schriftleitung und Mitglied in Redaktionsstäben mehrerer Fachzeitschriften, z. B. langjährig auch in der „Züchtungskunde“ (1979–1995)
- 1977–1995 Mitglied des Hauptausschusses der Deutschen Gesellschaft für Züchtungskunde (DGfZ)
- Mitgliedschaft in Kuratorien und Beiräten verschiedener Fachinstitute und Stiftungen
- Fachgutachter der Deutschen Forschungsgesellschaft (DFG)
- Ehrenämter im Bereich der Europäischen Vereinigung für Tierproduktion (EVT)
- 1996–1999 Vorsitzender der Akademie für tierärztliche Fortbildung (ATF) der Bundestierärztekammer (BTK)
- 1997–2006 Mitglied des Vorstandes der H. Wilhelm Schaumann Stiftung Hamburg

## Ehrungen und Auszeichnungen
- 1967 Ehrenmitglied der Mexikanischen Gesellschaft für Fortpflanzung und künstliche Besamung
- 1990 Ehrenpromotion zum Dr. med. vet. h. c. durch die Veterinärmedizinische Universität Wien
- 1995 Ehrenpromotion durch die Universität Ljubljana (Slowenien)
- 1997 Verdienstkreuz I. Klasse des Verdienstordens der Bundesrepublik Deutschland
- 1997 Auszeichnung mit der Hermann-von-Nathusius-Medaille der Deutschen Gesellschaft für Züchtungskunde (am 8. September in Münster-Handorf)
- Berufung zum Mitglied der Slowakischen Akademie der Agrarwissenschaften
- Ehrenprofessur der Landwirtschaftlichen Universität der Provinz Gansu, Lanzhou, P. R. China
- 2016 Ehrung für 55-jährige Mitgliedschaft in der DGfZ